# Anisonyx ursus
Anisonyx ursus är en skalbaggsart som beskrevs av Fabricius 1775. Anisonyx ursus ingår i släktet Anisonyx och familjen Melolonthidae. Inga underarter finns listade i Catalogue of Life.